# Maikel Verberk
Maikel Verberk (Oss, 3 februari 1999), bijgenaamd The Spirit, is een Nederlandse darter die actief is op toernooien van de Professional Darts Corporation en World Darts Federation. 

## Carrière

### WDF
In 2015 wist Verberk zich in Kemer tot WDF Wereldkampioen bij de jeugd te kronen. Dit deed hij door alle onderdelen te winnen, waaronder de WDF World Youth Cup Singles. Op de Finder Darts Masters wist hij dat jaar in de jeugdcompetitie de finale te halen. Datzelfde jaar won hij, samen met onder andere Justin van Tergouw, op de WDF Europe Youth Cup ook de onderdelen pairs en overall. In 2016 deed hij dat nogmaals en won daarbij ook in het onderdeel teams.
Verberk wist in zowel 2015 als 2016 de finale van Dutch Open Youth te winnen.

### PDC
In 2016 wist Verberk eveneens de officieuze wereldtitel te pakken bij de Junior Darts Corporation. Dit deed hij in Alexandra Palace, met een zaal vol publiek dat ook aanwezig was voor het PDC World Darts Championship. Hij won van Jim Mosten met 4-0.
Sinds 2017 speelt Verberk de toernooien die deel uitmaken van de Development Tour, een reeks toernooien voor spelers met een leeftijd tussen de zestien en vierentwintig jaar. Sinds 2020 neemt hij ook deel aan de Challenge Tour, de op een na hoogste divisie van de PDC. Nog datzelfde jaar behaalde hij de finale van Challenge Tour 5. In 2020 maakte hij als vervanger zijn debuut op de PDC Pro Tour.
In 2021 debuteerde Verberk op de UK Open en nam zo voor het eerst deel aan een hoofdtoernooi van de PDC. In de eerste ronde wist hij te winnen van Martin Lukeman, waarna hij in de tweede ronde verloor van Scott Taylor.

## Resultaten op wereldkampioenschappen

### WDF World Youth Cup
- 2015: Winnaar (Gewonnen van Rusty-Jake Rodriguez met 6-3 in de finale)[15]

### Junior Darts Corporation
- 2016: Winnaar (Gewonnen van Jim Moston met 4-0 in de finale)[9]

### BDO World Championship Boys
- 2015: Laatste 16 (Verloren van Harry Ward met 0-3)[16]
- 2016: Laatste 32 (Verloren van Jordan Boyce met 2-3)[17]
- 2017: Halve finale (Verloren van Nathan Girvan met 1-4)[18]

### PDC World Youth Championship
- 2018: Groepsfase (Gewonnen van Patrick van den Boogaard met 5-3, verloren van Jarred Cole met 2-5)[19]
- 2020: Groepsfase (Gewonnen van Levy Frauenfelder met 5-3, verloren van Moreno Blom met 4-5)[20]
- 2021: Groepsfase (Gewonnen van Cameron Anderson met 4-3, verloren van Lewy Williams met 2-4 en Niels Zonneveld met 2-4)[21]
- 2022: Groepsfase (Gewonnen van Bradly Roes met 5-2, verloren van Callan Rydz met 0-5)[22]